# Smenospongia maynardii
Smenospongia maynardii är en svampdjursart som först beskrevs av Hyatt 1877.  Smenospongia maynardii ingår i släktet Smenospongia och familjen Thorectidae. Inga underarter finns listade i Catalogue of Life.